# Forgotten Tomb
Forgotten Tomb es una banda italiana de black/doom, fundada en Piacenza en 1999. 
Su música ha sido frecuentemente comparada con los primeros trabajos de Burzum y el primer álbum de Dolorian, When All the Laughter Has Gone. Las letras se basan en el suicidio y la depresión. De hecho,  el fundador de la banda, Herr Morbid, se define a sí mismo como "una persona completamente depresiva, paranoica y con una fijación con el suicidio" El disco debut de Forgotten Tomb, Obscura Arcana Mortis, fue grabado solamente por Herr Morbid en 1999 y lanzado el año siguiente en formato CD, mediante Treblinka Productions, limitado a 215 copias. El primer larga duración de la banda, Songs To Leave, fue lanzado en 2002 a través de Selbstmord Services. Después de numerosos cambios en la alineación, el álbum fue seguido por Springtime Depression en 2003 y Love's Burial Ground en 2004. Ambos trabajos fueron lanzados a través de Adipocere Records. En 2006 Forgotten Tomb firmó con Avantgarde Music y grabaron su cuarto disco, Negative Megalomania. Fue editado en enero de 2007. En 2011 el grupo lanzó un nuevo álbum titulado Under Saturn Retrograde que estaba fuertemente influenciado por el Doom/Metal, bajo el sello discográfico de Agonia Records.

## Miembros
| Miembros actuales - Ferdinando Marchisio "Herr Morbid" – bajo (1999-2003), batería (1999-2002), guitarra y voz (1999-present) - Algol – bajo (2003-present) - Asher – batería (2003-present) | Miembros pasados - Andrea Ponzoni – guitarra solista (2011-2017) - Torment – bajo (1999) - Wudang – guitarra de sesión - Wedebrand – batería de sesión (ex-Shining)(2002-2003) - Henrik Nordvargr Björkk – efectos (2004-2008) - Razor SK - guitarra (2003-2011) - Azog-bajo (2000-2002) - Jeroen - bajo - Zoskia 93 - bajo |

Cronología

## Discografía
| Álbumes de estudio - 2002: Songs to Leave - 2003: Springtime Depression - 2003: Love's Burial Ground - 2007: Negative Megalomania - 2010: Vol.5: 1999-2009 (live in studio) - 2011: Under Saturn Retrograde - 2012: ...And Don't deliver us from evil - 2015: Hurt Yourself and the Ones You Love - 2017: We Owe You Nothing - 2020: Nihilistic Estrangement | Álbum en vivo - 2014: Darkness in Stereo: Eine Symphonie des Todes - Live in Germany EPs - 2000: Obscura Arcana Mortis - 2012: Deprived Split - 2011: A Tribute to GG Allin (Forgotten Tomb & Whiskey Ritual) Video - 2014: Darkness in Stereo: Eine Symphonie des Todes - Live in Germany (DVD) |